# Edelrather Bach
Der Edelrather Bach ist ein gut ein Kilometer langer rechter und nordöstlicher Zufluss der Dhünn. 

## Geographie

### Verlauf
Der Edelrather Bach entspringt in einer Wiese südlich von Edelrath im Osten von Leverkusen-Schlebusch. Er fließt zunächst in südlicher Richtung durch Wiesen und Felder. Sein Bachbett ist stark begradigt und hat eine schlechte Gewässerstrukturgüte (Güteklasse 6 – 7). Nach etwa 200 Metern schlägt er einen Harken nach Nordwesten und bewegt sich eine Strecke von etwas über einen halben Kilometer schnurgerade in dieser Richtung. Er richtet nun seine Laufrichtung nach Südwesten, unterquert die Odenthaler Straße und mündet schließlich 250 Meter westlich von Hummelsheim von rechts in die Dhünn.

### Flusssystem Dhünn
- Liste der Fließgewässer im Flusssystem Dhünn